# 2:30-Stunden-Rennen auf dem Nürburgring 2000

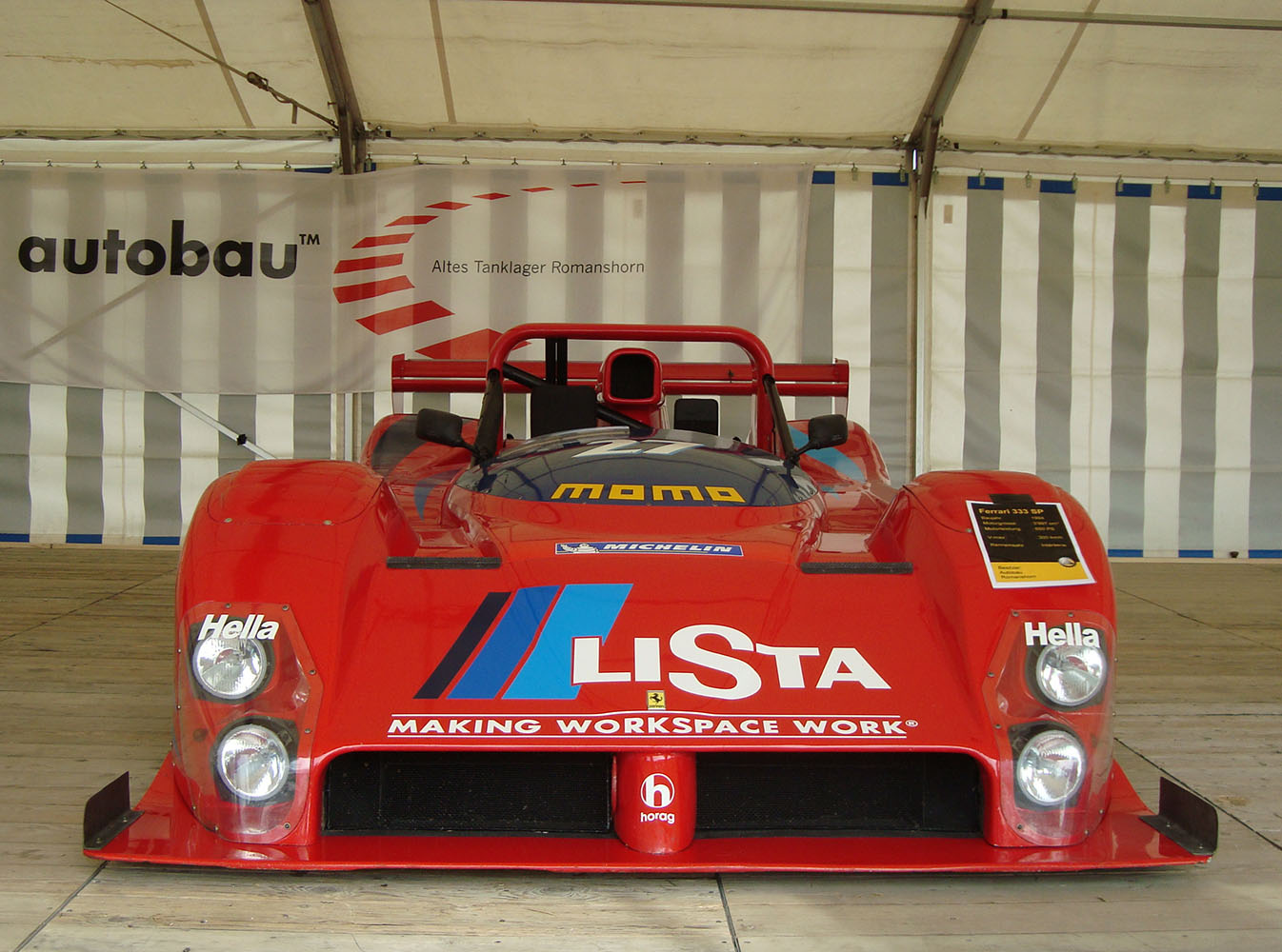
Ferrari 333SP

Das 2:30-Stunden-Rennen auf dem Nürburgring 2000, auch AMC/ADAC Sportwagen Festival, Nürburgring, fand am 17. September auf dem Nürburgring statt und war der achte Wertungslauf der FIA-Sportwagen-Meisterschaft dieses Jahres.

## Das Rennen
1999 etablierte sich in den Vereinigten Staaten mit der American Le Mans Series eine neue Sportwagenserie. Von Beginn an zog sie internationale Rennteams an, die zahlreich Meldungen abgaben. Im zweiten Jahr kam die Serie mit zwei Rennen auch nach Europa. Zum Rennkalender zählten das 500-km-Rennen von Silverstone und das 1000-km-Rennen auf dem Nürburgring (Gesamtsieger Jan Magnussen und David Brabham im Panoz LMP-1 Roadster S). 1953 war das Langstreckenrennen auf der Nordschleife zum ersten Mal ausgefahren worden. Nach 1991 verschwand es aus dem Motorsportjahr und wurde im Jahr 2000 wieder aufgenommen.
Durch die Wiedereinführung des 1000-km-Rennens gab es mit dem 2:30-Stunden-Rennen nunmehr zwei Langstreckenrennen auf dem umgebauten Nürburgring. Das 2:30-Stunden-Rennen, das 1998 zum ersten Mal gefahren wurde, zählte zur FIA-Sportwagen-Meisterschaft 2000.
Bis zum Rennende lieferten sich die Ferrari 333SP-Teams David Terrien/Christian Pescatori und Philipp Peter/Marco Zadra einen Zweikampf um den Sieg. Im Ziel hatte das Team von Jean-Pierre Jabouille mit den Fahrern Terrien und Pescatori einen Vorsprung von 12 Sekunden auf den BMS-Scuderia-Italia-333SP.

## Ergebnisse

### Schlussklassement
| 1           | SR  | 1  | JMB Giesse Team Ferrari          | David Terrien Christian Pescatori              | Ferrari 333SP          | 81 |
| 2           | SR  | 23 | BMS Scuderia Italia              | Philipp Peter Marco Zadra                      | Ferrari 333SP          | 81 |
| 3           | SR  | 15 | Konrad Motorsport                | Sascha Maassen Jürgen von Gartzen              | Lola B2K/10            | 81 |
| 4           | SR  | 8  | Team Den Bla Avis                | John Nielsen Casper Elgaard                    | Panoz LMP-1 Roadster S | 80 |
| 5           | SR  | 3  | GLV Brums                        | Nicolas Filiberti Giovanni Lavaggi             | Ferrari 333SP          | 80 |
| 6           | SR  | 10 | Kremer Racing                    | Ralf Kelleners Norman Simon                    | Lola B98/K2000         | 79 |
| 7           | SR  | 22 | BMS Scuderia Italia              | Angelo Zadra Enzo Calderari Lilian Bryner      | Ferrari 333SP          | 78 |
| 8           | SR  | 6  | Dutch National Racing Team       | Alexander van der Lof Dick Waaijenberg         | Ferrari 333SP          | 78 |
| 9           | SR  | 28 | Tampolli Engineering             | Gianluca Giraudi Rory Parasitili               | Ferrari 333SP          | 77 |
| 10          | SR  | 9  | Team Den Bla Avis                | Jason Watt Karsten Ree Jesper Carlsen          | Panoz LMP-1 Roadster S | 77 |
| 11          | SR  | 27 | Doran Lista                      | Didier Theys Fredy Lienhard                    | Ferrari Doran          | 77 |
| 12          | SRL | 66 | Audisio & Benvenuto Racing       | Roberto Tonetti Massimo Saccomanno             | Lucchini SR2-99        | 75 |
| 13          | SRL | 54 | Siliprandi                       | Piergiuseppe Peroni Mauro Prospero             | Lucchini SR2-99        | 75 |
| 14          | SRL | 57 | Scuderia Giudici                 | Raffaele Raimondi Gianni Giudici               | Picchio MB1            | 75 |
| 15          | SRL | 52 | Tampolli Engineering             | Leonardo Maddalena Emmanuele di Linosinelli    | Tampolli SR2 RTA-99    | 74 |
| 16          | SRL | 70 | Didier Bonnet Racing             | Pascal Fabre Jean-François Yvon                | Debora LMP2000         | 74 |
| 17          | SRL | 99 | P.R Bruneau                      | Marc Rostan Pierre Bruneau                     | Debora LMP299          | 72 |
| 18          | SRL | 72 | SCI                              | Ranieri Randaccio Massimo Perazza              | Lucchini SR2000        | 72 |
| 19          | SRL | 67 | Project 2000 Schroder Motorsport | Bernardo Sá Nogueira Fritz Glatz Pierre Merche | Pilbeam MP84           | 71 |
| 20          | SRL | 51 | Tampolli Engineering             | Niklas Loven Dino Morelli                      | Tampolli SR2 RTA-99    | 55 |
| 21          | SRL | 63 | Redman Bright                    | Peter Owen Mark Smithson                       | Pilbeam MP84           | 53 |
| Ausgefallen |     |    |                                  |                                                |                        |    |
| 22          | SR  | 21 | Durango                          | Andrea de Lorenzi Soheil Ayari                 | GMS LMP1               | 52 |
| 23          | SR  | 14 | Thomas Bscher Promotions         | Thomas Bscher Geoff Lees                       | BMW V12 LM             | 46 |
| 24          | SRL | 60 | Lucchini Engineering             | Filippo Francioni Salvatore Ronca              | Lucchini SR2000        | 45 |
| 25          | SR  | 5  | R & M                            | Gary Formato Mauro Baldi                       | Riley & Scott Mk III   | 27 |
| 26          | SR  | 17 | Team Ascari                      | Werner Lupberger Klaas Zwart                   | Ascari A410            | 27 |
| 27          | SRL | 58 | EBRT Schroder Motorsport         | Martin Henderson Owen Mildenhall               | Pilbeam MP84           | 19 |
| 28          | SR  | 16 | Conrero                          | Felice Tedeschi Beppe Gabbiani Felipe Ortiz    | Riley & Scott Mk III   | 13 |
| 29          | SRL | 59 | BM Autosport                     | Renato Nobili Massimo Monti                    | Tampolli SR2 RTA-99    | 8  |

### Nur in der Meldeliste
Hier finden sich Teams, Fahrer und Fahrzeuge, die ursprünglich für das Rennen gemeldet waren, aber aus den unterschiedlichsten Gründen daran nicht teilnahmen.
| Pos. | Klasse | Nr. | Team                | Fahrer                | Chassis   |
| ---- | ------ | --- | ------------------- | --------------------- | --------- |
| 30   | SR     | 18  | Simpson Engineering | Robin Smith           | Matrix XP |
| 31   | SR     | 25  | BGN Motorsport      | Dieter Bergermann     | BGN APB 1 |
| 32   | SRL    | 75  | Sovereign Racing    | Mike Millard Ian Flux | Rapier 6  |

### Klassensieger
| Klasse | Fahrer          | Fahrer              | Fahrzeug        | Platzierung im Gesamtklassement |
| ------ | --------------- | ------------------- | --------------- | ------------------------------- |
| SR     | David Terrien   | Christian Pescatori | Ferrari 333SP   | Gesamtsieg                      |
| SRL    | Roberto Tonetti | Massimo Saccomanno  | Lucchini SR2-99 | Rang 12                         |

### Renndaten
- Gemeldet: 32
- Gestartet: 29
- Gewertet: 21
- Rennklassen: 2
- Zuschauer: unbekannt
- Wetter am Renntag: Regen
- Streckenlänge: 4,556 km
- Fahrzeit des Siegerteams: 2:31:47,448 Stunden
- Gesamtrunden des Siegerteams: 81
- Gesamtdistanz des Siegerteams: 369,036 km
- Siegerschnitt: 145,873 km/h
- Pole Position: Ralf Kelleners – Lola B98/K2000 (#10) – 1:46,955 = 153,350 km/h
- Schnellste Rennrunde: Christian Pescatori – Ferrari 333SP (#1) – 1:41,119 = 162,023 km/h
- Rennserie: 8. Lauf zur FIA-Sportwagen-Meisterschaft 2000